# Восстание Жапокики
Восстание Жапокики (алб. Kryengritja e Zhapokikës) — антикоммунистическое восстание албанских крестьян округа Тепелена осенью 1948. Название происходит от центра выступления — деревни Жапокика. Выступало под национал-демократическими лозунгами, было направлено против диктатуры албанской компартии, её социально-экономической политики, в защиту традиционной крестьянской автономии от государства. Не приняло широких масштабов, но отразило массовое отторжение правящего режима НРА. Подавлено полицией и Сигурими. В современной Албании считается актом народного сопротивления тоталитарной диктатуре.

## Политический контекст
С ноября 1944 у власти в Албании находилась Коммунистическая партия (КПА; впоследствии Албанская партия труда, АПТ) во главе с Энвером Ходжей. Новый режим проводил жёсткую сталинистскую политику. В НРА установилась монопольная партийная власть, экономика подвергалась огосударствлению, ликвидировались традиционные общественные структуры, насаждался культ Ходжи.
Коммунистический режим сформировал свою социальную базу (особенно в молодёжной среде) и отстроил сильный административно-карательный аппарат. Служба госбезопасности Сигурими осуществляла массовые политические репрессии. Специальный суд в 1945 приговорил к смертной казни и различным срокам заключения 59 представителей оппозиции. Были подавлены антикоммунистические вооружённые выступления — акции Балли Комбетар, Кельмендское восстание, Восстание Коплику, Пострибское восстание.
В 1948 произошёл раскол в правящей коммунистической верхушке. Энвер Ходжа поддержал Сталина в советско-югославском конфликте и обрушил репрессии на сторонников Тито во главе с Кочи Дзодзе. Это было замечено в низах и стимулировало новую волну антикоммунистических и антиправительственных выступлений. Крупных восстаний уже не происходило, но разрозненные нападения на представителей власти прокатились по стране, особенно в сельской местности.

## Репрессии в Тепелене
Небольшая деревня Жапокика в южном округе Тепелена насчитывала несколько десятков жителей. Её население состояло из крестьян мусульманского вероисповедания, приверженных традиционному образу жизни. Они были малограмотны, некоторые неграмотны вообще, но знакомы с национальными и религиозными преданиями, обладали мелкой собственностью (небольшие земельные участки, рабочий скот, сельхозинвентарь) и владели оружием. Их мировоззрение характеризовалось как «яростная гордость бедности».
Агрессивное вмешательство нового государства в традиционный уклад, начало коллективизации, конфискация крестьянской собственности и повышение налогов, коммунистическая и атеистическая пропаганда вызывали крестьянский протест. Власти организовали в регионе лагеря интернирования (в том числе крупный концлагерь в городе Тепелена), что возмущало местных жителей — прежде этот край славился гостеприимством, и создание здесь мест лишения свободы выглядело глумлением и надругательством над традицией.
14 января 1948 в Гирокастре были расстреляны комиссар батальона НОАА Зенель Шеху, агроном-националист из Балли Комбетар Вейз Васьяри, командир республиканского партизанского отряда Кристак Пештани, проповедник-баба бекташи Шефкет Махмутай, православный священник Гьергь Сули, поэт и историк Али Томори.

Кровь комиссара и националиста, кровь бекташи и православного — только диктатура способна объединить против себя столь разных людей. Убивали лучших, чтобы заставить склониться остальных.

Юг Албании, особенно область Гирокастра, включающая округ Тепелена, считался таким же оплотом коммунистов, как север страны (особенно области Шкодер и Лежа) — антикоммунистическим краем. Из города Гирокастра происходил сам Энвер Ходжа. Однако политика властей порождала недовольство и сопротивление даже в южных районах, хотя не в масштабах северного. Этому способствовала давняя местная традиция антиосманской национальной борьбы.

## Повстанческий отряд

### Люди
В сентябре 1948 жители Жапокики решили перейти к вооружённому сопротивлению. Инициатором выступил 30-летний крестьянин Джемаль Брахими (он же Джемаль Брахам Аслани). Бывший член Балли Комбетар, он имел навыки политической организации и пропаганды, а также связи с единомышленниками в различных деревнях.
Первое тайное собрание состоялось 20 сентября 1948. Был сформирован повстанческий отряд — çeta (чета), принявший название Баба Шефкети (в честь Шефкета Махмутая), иногда использовалось название Баба Али Томори. В следующую неделю Джемаль Брахими провёл несколько оперативных и агитационных встреч в близлежащих деревнях. На следующем собрании 28 сентября 1948 были избраны руководители:
- Байрам Камбери (он же Байрам Ахметай), командир отряда
- Мехмет Юзейри, заместитель командира
- Джемаль Брахими, политический комиссар
- Сало Касо, начальник штаба
- Сефер Юзейри, руководитель ликвидационной спецгруппы «Чёрная рука»

49-летний Байрам Камбери пользовался авторитетом у односельчан как основательный хозяин. В молодости он служил в жандармерии и имел военно-полевой опыт. Мехмет Юзейри занимал должность сельского чиновника низшего звена. Сало Касо служил в полиции. Сефер Юзейри, брат Мехмета, ранее был осуждён по уголовной статье; другие не имели конфликтов с законом. Значительная часть отряда состояла из кровных родственников (братья Камбери, братья Брахими, братья Юзейри и другие).
Особую роль при Джемале Брахими играл Суло Заими — майор королевской армии. Предполагается, что Заими, державшийся в тени, являлся главным вдохновителем движения.
Всего к восстанию примкнули около тридцати человек (шестеро входили в «Чёрную руку»). Все они занимались крестьянским трудом, в подавляющем большинстве являлись потомственными крестьянами. Двое были депутатами местного совета, трое в разное время служили в полиции. Джемиль Аслан Брахими, брат Джемаля Брахими, бросил армейскую службу и примкнул к повстанцам.

Мужчины, которые взялись за оружие, были людьми среднего возраста, привыкшими к бедности и суровым нормам жизни, вынесшими бремя войны. Особого вдохновения они не испытывали, но выступили против коммунистической системы, потому что поняли: их собственность будет отчуждена, их привычки будут нарушены, их вера будет преследоваться.

Продовольственное снабжение отряда организовывали сочувствующие крестьяне. Обычный паёк включал хлеб, помидоры, масло, мёд, пахту, иногда миндаль или виноград. Особое внимание уделялось снабжению табаком. При возможности повстанцы старались оплачивать получаемые продукты.

### Идеи
Идеология и программа группы была сформулирована Джемалем Брахими: «Вооружённая борьба с коммунистической властью, пока в Албании не будет создано националистическое и демократическое правительство». Главные артикулированные претензии повстанцев к властям носили экономический характер — конфискация крестьянской собственности и государственные поборы с села. Недовольство вызывали также репрессии и принудительная атеизация. Современные албанские историки рассматривают суть восстание как столкновение крестьянства с государством, защиту «внутреннего строя» традиционной деревни от бюрократического аппарата.

Они не были ни коммунистами, ни антикоммунистами, они были просто крестьянами. Поднялись, потому что привыкли к ответственности за свою судьбу, к чувству достоинства и справедливости. Давайте скажем прямо: о демократии они имели лишь смутную иллюзию. Но даже не осознавая, что такое демократия, боролись за неё. За идею, в которую поверили.

Видный итальянский дипломат Пьетро Куарони, в начале 1930-х сотрудник итальянского посольства в Тиране, называл албанских крестьян «последними свободными людьми Европы». Имелась в виду их традиционно широкая автономия, вплоть до независимости от государственной власти. Это устройство жизни, по мнению современных историков, и отстаивали повстанцы в 1948.

Жители Тепелены теряли свою древнюю общину. Они отвергали власть, которая покушалась на их традиционные права, имущество, семью и обычаи. Когда-то государство было «далеко», теперь оно вплотную приблизилось, устанавливая контроль над человеком, его друзьями и родными. Джемаль Брахими говорил, что новое государство «коллективизирует женщин» — это понималось буквально и ощущалось трагически. Восстание Жапокики было типично крестьянским и отчаянно антикоммунистическим, потому что коммунистическим было государство последних четырёх лет.

Своим символом отряд избрал национальный флаг Албании — красное полотнище с чёрным двуглавым орлом (без коммунистической звезды, серпа и молота). На флаге была дана клятва борьбы и верности («Да оставит меня Всевышний, если я оставлю вас»). Был написан гимн, в котором упоминались Томори и Скандербег. Особую роль играл традиционный для бекташи южной Албании культ гор Томори.
Наличие у вооружённого формирования не только военного командования, но и политического руководства, программы и символики позволяет считать чету «Баба Шефкети» военно-политической организацией.

### Планы
Оперативный план состоял в захвате нескольких деревень Тепелены и Берата и закреплении на освобождённой территории. Ближайшими союзниками четы «Баба Шефкети» являлось подпольное антикоммунистическое формирование бывшего полицейского Демо Касо в селении Глава. Повстанцы были уверены, что их успех стимулирует крестьянские восстания по всей стране — после чего с разных направлений будет развёрнуто наступление на Тирану. Существовали и расчёты на англо-американскую помощь в контексте Холодной войны.
Вооружение повстанцев ограничивалось винтовками и ручными гранатами. Имелся итальянский пулемёт Breda, оказавшийся неисправным. Это оружие было сохранено от изъятия после окончания войны и спрятано под землёй.
Каждый вступающий в отряд делал взнос в 100 леков — средства предназначались на приобретения оружия, боеприпасов, обмундирования, продовольствия и атрибутов богослужения и священнодействия, прежде всего свечей.

Великие люди в Ялте и Потсдаме установили мировой порядок. Но эти крестьяне не желали знать этих великих и их решений. С оружием в руках они сказали «нет».

## Вооружённая борьба

### Атака
В первый день октября 1948 года повстанческая чета вступила в бератскую деревню Комчишти. Был организован митинг, Джемаль Бахрами выступил с антикоммунистической речью. Поздно вечером повстанцы ушли. Но уже ночью в деревню прибыл крупный наряд Сигурими и полиции. Были арестованы трое крестьян, вступивших в чету — Гани Койдели, Селфо Джемали, Халил Сулуа.
2 октября 1948 повстанцы атаковали правительственные силы в Комчишти. Непосредственной задачей являлось освобождение арестованных. Завязалась перестрелка, в которой (как предполагается) был убит лейтенант Сигурими Джезо Макаши. Арестованных удалось отбить. Были захвачены в плен двое осведомителей госбезопасности, но их вскоре отпустили.
Вновь состоялся митинг — в ознаменование одержанной победы. Акция завершилась пением гимна четы.

### Отступление
Столкновение в Комчишти вызвало серьёзную обеспокоенность центральных властей в Тиране. Сигурими было поручено немедленно покончить с повстанцами, не допустить разрастания движения. Преследование вели крупные силы госбезопасности под командованием лейтенанта Суло Градеци. По пути они арестовывали подозреваемых в помощи повстанцам. Покончил с собой Халил Сулуа. Был захвачен в плен Суло Заими.
Повстанцы отступали небольшими группами по разным направлениям — через бератские деревни Алкомемайи, Коци, Леван, Плашнику-и-Вогель, Молишти. Расчёт строился на том, чтобы оторваться и укрыться в труднодоступном районе. Боеприпасы и продовольствие постепенно иссякали, положение начинало казаться безнадёжным. Однако повстанцы продолжали сопротивляться.

### Подавление
Решающий бой завязался 8 октября 1948 близ Главы. Полиция и Сигурими столкнулись с повстанческим ядром из пяти человек (Джемаль Брахими, Мехмет Юзейри, Сефер Юзейри, Сало Касо, Шако Мучодемай). С повстанческой стороны были убиты Мехмет Юзейри и Сало Касо, с правительственной — двое полицейских. Однако чета была окончательно разгромлена, все её члены рассеялись, дабы скрываться поодиночке.
Розыск повстанцев продолжался несколько месяцев. В итоге были арестованы 25 человек. Из них 13 жителей Жапокики, 7 жителей Люфтинье, 3 жителя Салари. Последним, в январе 1949, попал в плен скрывавшийся в лесах Пермети Байрам Камбери. Его брат Сафет Камбери погиб при попытке пересечь албано-греческую границу. Суло Заими отбыл 20 лет заключения и впоследствии скончался на своей малой родине.

## Суд и приговоры
Процесс над повстанцами проходил в военном суде Гирокастры. Перед судом предстали 25 человек. Большинство из них были в возрасте от 35 лет, около четверти — свыше 40. Старшему было 57 лет, младшему 19. Молодёжи в возрасте до 30 лет были только четыре человека. По социальному положению 24 человека были малоимущими крестьянами, 1 — рабочим (бывшим учителем).
Председательствовал капитан Лази Полена, обвинение представлял военный прокурор Мустафа Беко. Подсудимые обвинялись в создании террористической организации, вооружённом мятеже и антиправительственной пропаганде, убийстве трёх сотрудников Сигурими и полиции, намерении убить двух осведомителей Сигурими. (Впоследствии обвинение в убийстве лейтенанта Макаши было снято; его гибель остаётся непрояснённой по сей день. Не исключено, что он был убит по указанию собственного начальства как не справившийся с ситуацией.)
Подсудимые высказывались вполне откровенно. Они подобно описывали свои действия, настаивали на своей правоте (типичное высказывание Сефера Юзейри: «Мы должны были отбить наших в Комчишти»), цитировали выступления Брахими, признавали собственные антикоммунистические взгляды, резко критиковали правящий режим за насаждение бесправия и нищеты. Характерно, что они упорно называли себя «не бандитами, а солдатами демократии».
Первоначально в обвинении говорилось о связях повстанческой четы с эмигрантским центром Мидхата Фрашери. Однако в служебной документации самой Сигурими признаётся: восстание не имело никакой внешней организации и поддержки, оно зародилось и произошло исключительно по внутренним причинам и внутренними силами.
Приговоры были вынесены 4 июня 1949. Командир отряда Байрам Камбери и начальник ликвидационной группы Сефер Юзейри, участвовавшие во всех боях, были приговорены к смертной казни и расстреляны. Один подсудимый был приговорён к 20 годам тюремного заключения, трое — к 15 годам, пятеро — к 12 годам, пятеро — к 4 годам, четверо — к 3 годам, пятеро — к 2 годам. Один из осуждённых был расстрелян до приговора, другой умер в тюрьме.
Последними словами Камбери перед расстрелом стал возглас «Да здравствует Албания!»

## Попытки продолжения
После поражения четы «Баба Шефкети» новое восстание пытался поднять Демо Касо со своей подпольной группой. Это выступление было тут же подавлено пребывавшими в боеготовности правительственными силами. Однако Демо Касо сумел вырваться из окружения и бежать в Италию.
Идеолог, организатор и комиссар восстания Джемаль Брахими сумел бежать из Албании. Он пробрался в Грецию, оттуда перебрался на Мальту. Несколько раз тайно проникал в Албанию, встречался в Люшне с депортированной женой Самбретьей. За это время у него родилась дочь. Имя Джемаля Брахими сделалось в Тепелене легендой и символом. Его брат, жена и двое его сыновей были арестованы и много лет находились в заключении и интернировании — освобождены только в 1991, при падении коммунистического режима. Вскоре они ушли из жизни. Наконец Джемаль Брахими обосновался в США и обзавёлся второй семьёй. Скончался в 1983.

## Современные оценки
В современной Албании выступление в Тепелене сентября—октября 1948 года именуется «восстанием свободного албанца» и рассматривается как сопротивление трудового крестьянства тоталитарной диктатуре. Исследователи констатируют, что крестьяне, сыгравшие ключевую роль в исходе Второй мировой войны в Албании, не случайно повернули оружие против коммунистического режима.
При этом повстанчество южной Тепелены гораздо менее известно в Албании, чем северные движения Шкодера и Лежи середины 1940-х. На это обращают внимание современные албанские историки, призывая «не молчать об антикоммунистической борьбе в „красном“ крае».
Годовщины восстания торжественно отмечаются как знаменательные исторические даты. В 2014 президент Албании Буяр Нишани наградил коммуну Люфтинье, в которую входит Жапокика, орденом «Честь нации» — в 66-ю годовщину восстания. Президент Нишани охарактеризовал повстанцев как «бесстрашных и мудрых людей, поднявшихся на защиту достоинства и будущего».